# Storvorde
Storvorde är en tätort i Ålborgs kommun i Region Nordjylland i Danmark. Tätorten har 3 478 invånare (2024). Den ligger på Jylland, cirka 12 kilometer sydost om Ålborg. Storvorde var centralort i Sejlflods kommun fram till kommunreformen 2007.